# دوور (کارولینای شمالی)
دوور (به انگلیسی: Dover) شهری در ایالت کارولینای شمالی کشور ایالات متحده آمریکا است که جمعیت آن در سرشماری سال ۲۰۱۰ میلادی، ۴۰۱ نفر بوده‌است.